# Rybno-Slobodskij rajon
Il Rybno-Slobodskij rajon (in russo Рыбно-Слободский район?, in tataro: Балык Бистәсе районы) è un municipal'nyj rajon della Repubblica Autonoma del Tatarstan, in Russia. Istituito il 14 febbraio 1927, occupa una superficie di 2 041,4 chilometri quadrati, conta 24 340 abitanti ed è suddiviso in un insediamento di tipo urbano e 26 comuni rurali. Il centro amministrativo è l'insediamento di tipo urbano di Rybnaja Sloboda. Il distretto si trova sulla riva destra del fiume Kama.